# جنيفر رود
جنيفر رود (بالألمانية: Jennifer Rode) مواليد 3 أغسطس 1995 في برلين، هي لاعبة كرة يد ألمانية تلعب كجناح أيمن. مثلت منتخب ألمانيا لكرة اليد للسيدات.

## سجل المنافسة
شاركت في البطولات التالية:
- بطولة العالم لكرة اليد للسيدات 2015

## روابط خارجية
- جنيفر رود على موقع الاتحاد الأوروبي لكرة اليد (الإنجليزية)